# Lucius Caecilius Metellus Delmaticus
Pour les articles homonymes, voir Caecilii Metelli et Lucius Caecilius Metellus.
Lucius Caecilius Metellus Delmaticus (ou Dalmaticus), né vers 162 av. J.-C., est un homme politique et général de la République romaine, consul en 119 av. J.-C. ainsi que pontifex maximus de 115/114 à sa mort en 104/103 av. J.-C.

## Famille
Il est membre de la famille plébéienne très influente des Caecilii Metelli.
Il est le fils de Lucius Caecilius Metellus Calvus, consul en 142 av. J.-C. et le neveu de Quintus Caecilius Metellus Macedonicus, général et consul en 143 av. J.-C.
Il est né vers 162 av. J.-C.
Il a pour frère Quintus Caecilius Metellus Numidicus, consul en 109 av. J.-C. et général lors de la guerre de Jugurtha. Sa sœur est Caecilia Metella Calva, qui épouse Lucius Licinius Lucullus, et est la mère de l'homme d'État et général Lucullus. Une autre de ses sœurs épouse Caius Servilius Vatia, père de Publius Servilius Vatia Isauricus.
Il a pour cousins germains Quintus Caecilius Metellus Baliaricus, consul en 123 av. J.-C., Lucius Caecilius Metellus Diadematus, consul en 117 et censeur en 115 av. J.-C., Marcus Caecilius Metellus, consul en 115 av. J.-C. et Caius Caecilius Metellus Caprarius, consul en 113 av. J.-C. et censeur en 102 av. J.-C.
On lui connaît une fille, Caecilia Metella Dalmatica, qui épouse le princeps senatus Marcus Aemilius Scaurus, un politicien âgé alors à l'apogée de sa puissance, puis après la mort de son premier mari, elle se marie en 88 au consul et futur dictateur Sylla, alors âgé d'environ cinquante ans.
Lucius Caecilius Metellus Caprarius, consul en 68 av. J.-C., est peut-être son fils ou son petit-fils.
Avec la mort de Caius Gracchus en 121, la paix civile semble rétablie, mais les évènements des deux dernières décennies vont laisser leurs marques jusqu'à la fin de la République romaine. De très nombreux procès politiques marquent la vie romaine jusqu'à la guerre sociale. L'aristocratie sénatoriale va faire annuler les dispositions agraires prises par les Gracques dans les quinze années qui suivent la mort du cadet des Gracques. La lutte politique est permanente entre une partie de l'aristocratie sénatoriale qui mène une politique anti-gracchienne et une recherche des vieilles valeurs républicaines, avec notamment les Caecilii Metelli et le princeps senatus Marcus Aemilius Scaurus, et des populares qui tentent de défendre la politique et reprendre le flambeau des deux frères. Cette lutte revêt souvent des aspects violents.

## Biographie

### Début de carrière
Il est préteur au plus tard en 122 selon les dispositions de la lex Villia. 

### Consulat (119)
En 119, il est consul. Il se heurte au tribun de la plèbe Caius Marius à propos d'une loi instaurant de nouvelles modalités de scrutin afin de réduire l'influence de la nobilitas sur les votes populaires lors des comices. Son collègue Lucius Aurelius Cotta dépose une motion convoquant Marius devant le Sénat pour qu'il réponde de sa loi. Devant les sénateurs, Marius réplique en menaçant d'arrêter Cotta s'il ne retirait pas sa motion, et fait conduire en prison Metellus qui approuvait Cotta. Le Sénat cède devant Marius et retire la motion,.
En tant que consul puis proconsul en 118 dans les années qui suivent, il défait les Illyriens et les Dalmates et s'empare de Salona, ayant pour cela mérité son cognomen Dalmaticus, « vainqueur des Dalmates », et les honneurs du triomphe en 117,. Les sources cependant ne sont pas claires, Appien signalant que les Illyiens sont surpris d'être attaqués sans motif et refusent de combattre les Romains, l’accueillant même pacifiquement à Salona. Cependant, le consul ne reçoit pas un triomphe et un surnom sans raison, et même si les opérations ont été vraisemblablement de faible ampleur, le butin rapporté à Rome permet à Metellus de faire restaurer le temple de Castor et de Pollux sur le Forum Romain et le décore de tableaux et de statues.

### Pontifex maximus(à partir de 115)
En 115 ou 114, il devient pontifex maximus, après la mort de Publius Mucius Scævola en 115.
En 114, en tant que responsable de la discipline du collège des vestales, il juge de l'inconduite de trois vestales, dénoncées pour avoir perdu leur virginité et connaître de nombreux amants. Dans un jugement incohérent, il condamne à mort une seule vestale, une Aemilia, et acquitte les deux autres, une Licinia et une Marcia. Un tribun accuse Delmaticus d'avoir voulu sauver ces filles de l'aristocratie. L'indignation populaire est telle que l'affaire doit être rejugée l'année suivante par Lucius Cassius Longinus Ravilla, réputé pour sa sévérité, nommé par plébiscite. Ce dernier est fidèle à sa réputation et condamne à mort les deux autres vestales,,.
Il décède en 104 ou 103, et Cnaeus Domitius Ahenobarbus lui succède au pontificat.